# 開聞駅
開聞駅（かいもんえき）は、鹿児島県指宿市開聞十町にある、九州旅客鉄道（JR九州）指宿枕崎線の駅である。駅名標は独自デザインのものに更新されており、菜の花と池田湖の怪獣イッシーがあしらわれている。

## 歴史
- 1960年（昭和35年）3月22日：国鉄指宿線（現・指宿枕崎線）山川駅 - 西頴娃駅間開通時に開設[1]。
- 1963年（昭和38年）
  - 1月：無人駅化[2]。
  - 10月31日：指宿線が指宿枕崎線へ改称、同線の駅となる。
- 1976年（昭和51年）：駅舎を開聞町が借上げ、観光案内所と喫茶店に改装[3]。
- 1987年（昭和62年）4月1日：国鉄分割民営化に伴い、JR九州の駅となる。
- 2002年（平成14年）3月：駅舎解体[2]。

## 駅構造

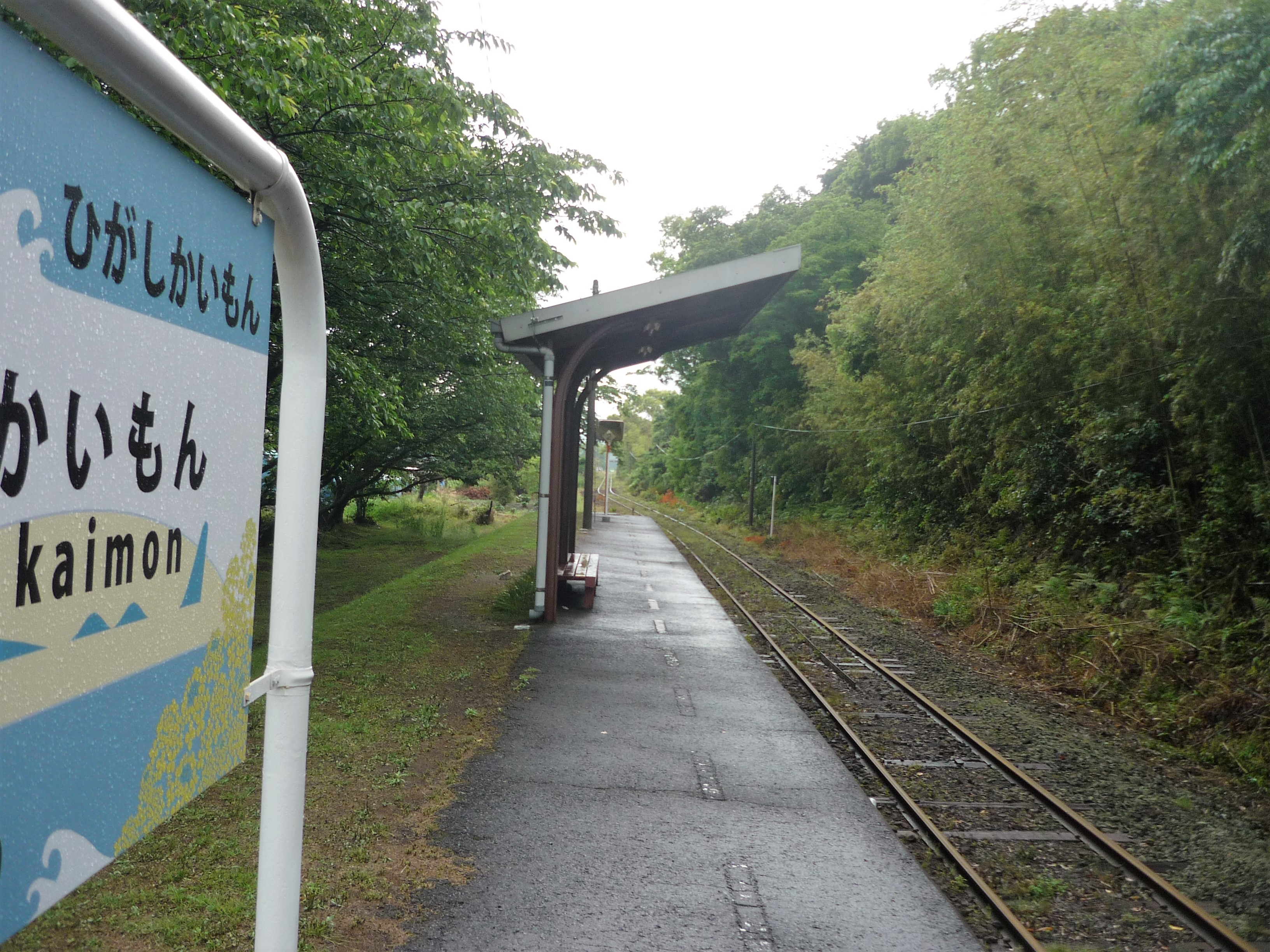
ホーム（2018年5月）

単式ホーム1面1線を有する地上駅。開設当初は島式ホーム1面2線を有する交換可能駅であった。現在もその名残が線路配線に見られる。
無人駅。開業当初は駅舎があり、駅員も配置されていた。駅舎は1976年に観光案内所兼喫茶店に改装されたが、2002年に解体された。現在は簡易的な屋根があるのみとなっている。また駅構内枕崎方は資材置場となっており、新旧レールが置かれている。
駅前広場は砂利敷きロータリーがあり、路線バスの転回・待機場として利用されている。

## 利用状況
- 2015年度の1日平均乗車人員は25人である。

| 年度 | 1日平均 乗車人員 | 1日平均 乗降人員 |
| ---- | ---------------- | ---------------- |
| 2003 | 34               |                  |
| 2004 | 32               |                  |
| 2005 | 26               | 54               |
| 2006 | 25               | 52               |
| 2007 | 18               | 38               |
| 2008 | 23               | 48               |
| 2009 | 29               | 61               |
| 2010 | 34               | 71               |
| 2011 | 27               | 57               |
| 2012 | 23               | 48               |
| 2013 | 24               | 51               |
| 2014 | 20               | 42               |
| 2015 | 25               | 51               |

## 駅周辺
- 開聞岳：当駅が登山口への最寄駅。
- 唐船峡そうめん流し
- 国道226号

- 指宿市役所開聞庁舎（旧・開聞町役場）※レンタサイクルや登山客の荷物を預かるロッカーが利用可能。
- 開聞郵便局
- 池田湖
- 開聞山麓自然公園 - トカラウマが飼育されている熱帯植物園
- 枚聞神社
- 鹿児島交通バス乗り場
- 開聞トンネル：徒歩では1時間程掛かるので注意すること。

## 駅周辺の交通

### 鹿児島交通
開聞駅前バス停
当バス停は主な観光地を結ぶ鹿児島交通バス系統が多数乗入れており、利便性が良い。（駅前広場に乗入れるバスは転向場として通過するのみで乗降扱いをせず、バス停は国道226号線沿いなので注意）※以下の路線・行先は2017.11改正の現行ダイヤ時点　〈〉内は路線名を表し、青丸がある項目は行先を表す。
〈のったりおりたりマイプラン線〉※終日60分間隔運行を行う事で途中下車観光での利便性に特化した環状路線
- 池田湖（唐船峡経由） / 指宿駅前（池田湖・今和泉経由）
- エコキャンプ場 / 地林ヶ島（経由：登山口・開聞山麓自然公園・長崎鼻・フラワーパーク・ヘルシーランドたまて箱温泉・いお海道・山川駅前・砂むし会館・指宿駅前・潟山白水館前・休暇村）

〈なのはな館-東大川線〉
- 東大川（枕崎駅前行き連絡）
- なのはな館（経由：鰻温泉入口・利永・山川駅前・砂むし会館・指宿駅前）

〈山川 - 開聞線〉
- 山川（経由：徳光・山川駅前・いお海道・山川桟橋）

### レンタサイクル
当駅東側の指宿市役所開聞庁舎で申込（駅前に案内図有。なお庁舎には利用客や登山客の利便のためロッカー設備がある。）

## その他
- TBSドラマの「青い鳥」で波留駅として使用された駅[4]。現在は撮影で使用された駅舎は解体されている。
- かつては国鉄バス山川営業所の運行を引き継いだJR九州バス（山川線：山川駅 - 当駅 - 枕崎駅）が運行されていた。
- 大山駅付近から阿多火砕流による台地上を走行して来たが、薩摩川尻駅付近から西に進むに従って徐々に海抜を下げており、当駅を出てからも更に高度を下げていく。
- 当駅出発後、枕崎に向かって右手側には薩摩半島をほぼ縦断する巨大断層崖である鬼門平（おんかどだいら）の南端部に当たる部位の断崖を暫く望むことが出可能。この山頂部に見える仏塔が多寳佛塔である。実はこの際線路は左右から迫る開聞岳の裾と鬼門平の断崖を避け、僅かな隙間を縫って南西に大きくV字カーブしている。

## 隣の駅
九州旅客鉄道（JR九州）
■指宿枕崎線
東開聞駅 - 開聞駅 - 入野駅